# Fleur des Ondes
Le Fleur des Ondes est un langoustier dundee à coque bois avec vivier construit en 1953. Il est le dernier témoin, encore en navigation, de cette période de transition de pêche, passant peu à peu de la voile au moteur. Il est désormais armé comme voilier de petite croisière.
Il a obtenu en 2009 le label BIP (Bateau d'Intérêt Patrimonial) de la Fondation du patrimoine maritime et fluvial.
Son immatriculation est : PL 300016 (quartier maritime de Paimpol).

## Histoire
Construit entièrement en chêne pour sa coque, il possède un pont en pin d'Oregon. Sa vocation première fut la pêche à la langouste en Manche et en mer du Nord. Son vivier pouvait contenir jusqu'à 9 tonnes de langoustes.
Sa carrière de pêche s'arrêta fin des années 1980. Il fut acheté dès 1990 par l'association Fleur des Ondes Côtes d'Armor, puis en 1999 par Bertrand De Vautibault.
Il appartient désormais à Ronan Chartrey et Nathalie Sontot (association La Fleur des Ondes) qui l'exploitent pour réceptions, réunions, visites pédagogiques et sorties en mer. Il est basé au Port Vauban à Saint-Malo.

## Reconversion
Racheté en 2018, le vieux langoustier a rejoint les quais de Pornic pour devenir un bar à huîtres flottant